# Audioprothésiste
 (janvier 2018).

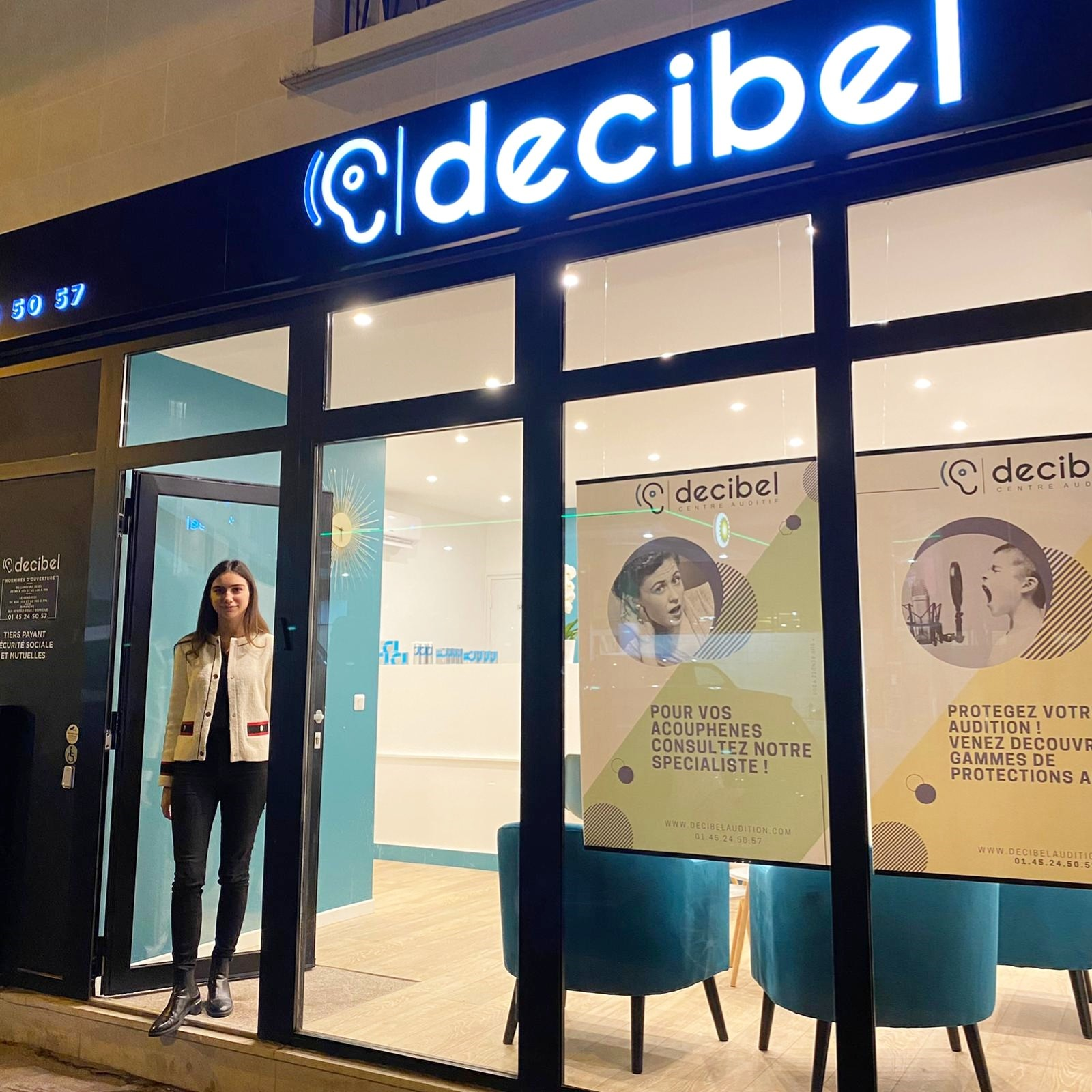
Vitrine d'un centre d'audition parisien.

Un audioprothésiste est un professionnel qui pratique la correction des déficiences de la fonction auditive par des dispositifs mécaniques et électroacoustiques (audioprothèse). La correction de l'audition, dit « appareillage auditif », comprend le choix, l'adaptation, le contrôle d'efficacité immédiate et la délivrance de l'appareil de correction auditive, l'éducation prothétique du déficient de l'ouïe. Cette éducation comprend notamment l'accompagnement humain et le soutien psychologique du patient malentendant.
L'audioprothésiste s'engage également à un contrôle permanent de l'efficacité de l'appareil de correction auditive délivré. Son activité est souvent liée à une prescription médicale : la délivrance de chaque appareil de prothèse auditive y est soumise, après examen otologique et audiométrique tonal et vocal.
Les attributions de l'audioprothésiste s'étendent à la protection des nuisances d'origine acoustique et à la protection de la fonction auditive contre les effets du bruit, au moyen, par exemple, de protections auditives. Il aide aussi les personnes déficientes à se connecter à divers médias : téléphone, télévision, etc.
En France, la profession d’audioprothésiste est en particulier encadrée par les articles L. 4361-1 et suivants du Code de la santé publique. Au sein de la 4e partie dédiée de ce code, ces articles figurent dans le titre VI du livre II consacré aux auxiliaires médicaux.
Les violations de ses principes peuvent constituer des infractions pénales détaillées aux articles L. 4363-1 et suivants du Code de la santé publique.

## Formation
Le Diplôme d'Etat (D.E.) d'audioprothésiste en France est de niveau 5 (BAC+2, bien que la formation se déroule sur 3 ans). Il existe  9 écoles préparant à ce diplôme : Paris, Lyon, Montpellier, Nancy, Fougères, Cahors, Bordeaux, Lille et Evreux
L'entrée dans ces écoles est conditionnée par la réussite d'un examen écrit de 3 épreuves (Physique, Mathématiques et Biologie) puis un passage à l'oral avec des tests psychotechniques. Une fois diplômés, ils peuvent suivre des formations complémentaires pour approfondir leurs connaissances, telles que :
1. DU - Audioprothèses implantables chez l'adulte Durée : 64 heures Lieu : Faculté de médecine - Site Pitié-Salpêtrière
2. DIU : Audiologie et otologie médicale : prise en charge des pathologies audio-vestibulaires de l'enfant à l'adulte Durée : 2 semestres Lieu : Faculté de Médecine et de Maïeutique Lyon Sud - Charles Mérieux
3. DU Réhabilitation de l'audition Durée : Formation théorique (48 heures) + 40 heures de stages pratiques Lieu : Tours, Fougères, Rennes et Nantes.

Ces formations spécialisées permettent aux audioprothésistes d'améliorer leurs compétences dans des domaines spécifiques de l'audiologie.

## Réglementation
Depuis décembre 2008, un article (L. 165-9) du code de sécurité sociale dispose :
« Tout audioprothésiste est tenu de remettre à l'assuré ou à son ayant droit, avant la conclusion du contrat de vente, un devis normalisé comportant le prix de vente hors taxes de l'appareillage proposé, incluant la fourniture du produit et précisant les prestations indissociables d'adaptation, ainsi que le prix net toutes taxes comprises à payer et le tarif de responsabilité correspondant figurant sur la liste des produits et prestations remboursables… ».
Ce « devis normalisé » fait l’objet d’un décret promulgué le 31 octobre 2008 (n° 2008-1122), en même temps que l’arrêté mentionné ci-dessus. Ces nouvelles règles sont applicables depuis la parution des textes, le 4 novembre 2008.
Le code NAF/APE de la profession est le 4774Z.